# Minime (sport)
Pour les articles homonymes, voir Minimes.
Minime est une catégorie d'âge dans le sport. Il correspond globalement à la tranche d'âge comprise entre 13 et 15 ans.